# Rich Love
„Rich Love” – utwór amerykańskiego zespołu OneRepublic i norweskiego trio SeeB, który ukazał się 14 lipca 2017 roku. Piosenka została wyprodukowana przez wokalistę zespołu, Ryana Teddera oraz SeeB.
29 września 2017 roku ukazał się oficjalny teledysk do utworu, wyreżyserowany przez Isaaca Rentza.

## Lista utworów
Digital download
- „Rich Love” – 3:21[2]

## Pozycje na listach
| Notowanie (2017)                     | Najwyższa pozycja |
| ------------------------------------ | ----------------- |
| Australia (Top 100 Singles)          | 97                |
| Austria (Ö3 Austria Top 40)          | 58                |
| Czechy (Singles Digital – Top 100)   | 26                |
| Kanada (Canadian Hot 100)            | 80                |
| Niemcy (Single Charts)               | 64                |
| Norwegia (VG-Lista)                  | 7                 |
| Polska (AirPlay – Top)               | 21                |
| Szwajcaria (Singles Top 75)          | 33                |
| Szwecja (Sverigetopplistan)          | 10                |
| USA (Bubbling Under Hot 100 Singles) | 14                |
| USA (Billboard Adult Top 40)         | 29                |
| USA (Dance/Electronic Songs)         | 15                |
| Wielka Brytania (UK Singles Chart)   | 84                |

## Certyfikaty
| Kraj/region | Wydawca           | Certyfikat      | Źródło |
| ----------- | ----------------- | --------------- | ------ |
| Australia   | ARIA              | Złota płyta     | [ 16 ] |
| Brazylia    | Pro-Música Brasil | Złota płyta     | [ 17 ] |
| Dania       | IFPI              | Złota płyta     | [ 18 ] |
| Kanada      | Music Canada      | Złota płyta     | [ 19 ] |
| Niemcy      | BVMI              | Złota płyta     | [ 20 ] |
| Szwecja     | GLF               | Platynowa płyta | [ 21 ] |
| Włochy      | FIMI              | Złota płyta     | [ 22 ] |